# روبرت وانغيلا
روبرت وانغيلا (بالإنجليزية: Robert Wangila) (3 سبتمبر 1967 – 24 يوليو 1994) هو ملاكم كيني راحل، مثّل بلاده في الألعاب الأولمبية الصيفية 1988 وحقق الميدالية الذهبية في فئة وزن الويلتر.

## روابط خارجية
روبرت وانغيلا على موقع بوكس ريك (الإنجليزية) (registration required)
- روبرت وانغيلا على موقع اللجنة الأولمبية الدولية (الإنجليزية)
- روبرت وانغيلا على موقع أوليمبيديا (الإنجليزية)